# Трафанковская, Дарья
Дарья «Дуська» Трафанковская (пол. Daria „Duśka” Trafankowska; 5 января 1954 — 9 апреля 2004) — польская актриса кино, театра и телевидения, педагог, телеведущая и радиожурналист.

## Биография
В 1979 году окончила актёрский факультет Государственной высшей школы кино, телевидения и театра в Лодзи, но к тому времени уже успела громко заявить о себе главной ролью в фильме Ежи Домарадзкого, Агнешки Холланд и Павела Кендзерского «Кинопробы». Она стажировалась в Театре им. Александр Фредро в Гнезно. Также она была чтецом и радиожурналистом. С 1979 года её карьера связана с варшавскими театрами. До 1981 года играла в Национальном театре, затем в Театре Повшехны.
В 1995—1999-е Трафанковская вела (вместе с актёром Януары Бруновым) обучающую игровую программу для детей «Безумные числа» на польском канале TVP2.
В конце жизни она была известна прежде всего по роли Дануси Дембской, патронажной сестры, в сериале «В добре и в зле».
Она умерла от рака поджелудочной железы. Последний раз она вышла на сцену 1 марта 2004 года. 15 апреля 2004 года актрису похоронили в Варшаве на Повонзковском кладбище (участок 207-4-5).
С 2009 года её имя носит одна из площадей Варшавы.
Была замужем за режиссёром Вальдемаром Дзики (брак завершился разводом), от которого у неё родился сын Вит. Она появлялась, среди прочего в фильмах, снятых её мужем. В фильме «Жизнь за жизнь. Максимилиан Кольбе» 1991 года она сыграла Марианну Кольбе, мать Максимилиана Марии Кольбе, детство которого сыграл сын Дарьи Трафанковски Вит.